# Híd utca (Kolozsvár)
A Híd utca (utóbb Wesselényi utca, románul Str. Regele Ferdinand) Kolozsvár belvárosában található. A Fő tér északkeleti sarkától indul a Malomárok hídján át északi irányba a Szamos hídja felé.

## Neve
Nevét feltehetőleg a Malomárok illetve a Szamos hídjáról kapta. A kolozsvári utcák közül ennek a nevéről maradt fenn a legkorábbi említés. 1362-ben platea pontis, 1440-ben Hdwcha néven említették. Az utcának a Hídkapun inneni és túli részét ritkábban nevezték Belső- illetve Külső-Híd-utcaként is, de ezek az elnevezések nem állandósultak. 1848-ban született egy olyan indítvány, hogy az utcát Wesselényi Miklósról nevezzék el, de erre csak 1898-ban, a forradalom 50. évfordulóján került sor. 1923-ban I. Ferdinánd román király tiszteletére Calea Regele Ferdinand, a második bécsi döntést követően 1940 és 1945 között Wesselényi Miklós, 1945-től Dózsa György lett az utca neve. Dózsa nevének írásmódját többször megváltoztatták: a hivatalos elnevezés 1957-től Dózsa Gheorghe, 1964-től Gheorghe Doja lett. A romániai rendszerváltás után 1999-ben az utca visszakapta a Regele Ferdinand nevet.

## Története

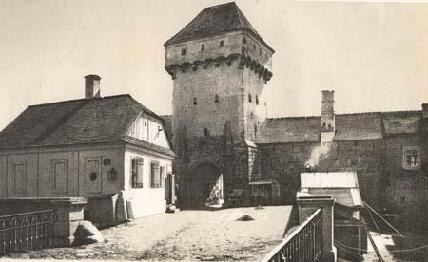
A Hídkapu, előtte a Malomárok hídja. Veress Ferenc felvétele az 1860-as évekből

Az Óvár keleti fala mentén alakult ki, a Szilágyságba vezető út kezdeteként. Kezdetben a fal mentén nem volt szabad építkezni, erre csak 1405 után kerülhetett sor, amikor az Óváron kívüli városrészt elkezdték fallal bekeríteni, és a korábbi várfalnak már nem volt hadászati jelentősége. Az 5., 7. és 25. számú házak udvarában az Óvár falainak maradványai még fellelhetőek. A falon belüli és a falon kívüli rész között, a Malomárkon és a Szamoson híd állt. A Malomárok partján, nagyjából a mai főposta bejárata előtt állt a Hídkapu, amely az 1400-as évek elején épült; ezt a lakatos céh védelmezte. A kapunál tartották a város rézdobját, amellyel a delet jelezték.
A 4. számú ház helyén korábban álló épület neve Quárta-ház volt, mivel itt végezték el a tizedből a város plébánosának járó negyedrész (quarta) elszámolását. A 19. században fogadó működött benne; 1821-ben itt szállt meg Széchenyi István.
A Fő tér és a Híd utca sarkán álló Mauksch–Hintz-ház valószínűleg a 15. század végén, 16. század elején épült. Benne működött a város első gyógyszertára.
Az 1697. május 6-i tűzvész a Híd utcát is elemésztette, amint azt Misztótfalusi Kis Miklós Siralmas panasz Istennek Kolozsváron fekvő nagy haragjáról, abból származott egynéhány súlyos ostoriról, és annak nevezetesen ez 1697. esztendőben Pünkösd havának 6-ik napján iszonyú tűzzel való megpusztításáról című művében is megemlíti: „Azonban a' tűznek / Mint mérges fenének / Híd-útcza következék, / Azt is megemésztvén / az ó várra innen / Tsak hamar harapozék.” 1763-ban az utca keleti házsora ismét leégett egy istállóban felragasztott gyertya miatt.
A Bel-Magyar utca és Híd utca sarkán 1816–1829 között épült fel a lutheránus templom.
1819–1820-ban a templom Híd utcai, nyugati oldala mentén kis üzleteket építettek, hogy ezek jövedelme is az építkezési költségek fedezésére szolgáljon.
1839. május 1-jén tűz pusztított a Híd utcában és az Óvárban; ennek következtében határozta el a város a szűk sikátorok helyett utcák nyitását, a kapuk szélesítését, illetve az építkezések szabályozását.
1870–1872 között lebontották a Hídkaput. 1898-ban épült fel a város új postaépülete. A röviddel ezután megjelent Pallas nagy lexikona „Kolozsvár legélénkebb utcája”-ként említi a Wesselényi utcát, amely már a 15. századtól kezdve a város kereskedelmének legfontosabb útvonala volt, ezen kívül számos szállodával rendelkezett. 1906-ban nyílt meg a város első állandó filmszínháza a Wesselényi utca 17. szám alatti Mezei szálloda éttermében.
A két világháború között az utcában működött többek között a Diamantstein háztartási cikkek áruháza, Elysée divatcikkek és rövidáru boltja, Etna Bőrönd és Bőrdíszműáru Rt., Özv. Finkler Samuné varrógép és kerékpár raktára és javító műhelye, Fischer üvegudvar, Gólya Áruház Rt. (divat- és textiláruház), Heller és Molnár Divatáruház, Markovits Farkas órás és ékszerész, Reklám Áruház (divatcikkek), Ifj. Renner Frigyes Cipőáruháza, Szabó Jenő Rt. Divatáruház, Schwartz-féle ruhakereskedés, Weisz Ernő szűcsmester, Wurczel Géza kész férfiruha üzlete.
Az 1970-es években épült, és 1977-ben nyílt meg a Központi Áruház (Central), benne a város első mozgólépcsőjével.

## Műemlékek
Az utcából az alábbi épületek szerepelnek a romániai műemlékek jegyzékében:
| Házszám | Kép | Megnevezés                    | Építés dátuma      | Műemlék kódja   |
| ------- | --- | ----------------------------- | ------------------ | --------------- |
| 2       |     | Lutheránus templom és parókia | 1816–1829          | CJ-II-m-B-07306 |
| 4       |     | Quárta-ház                    | 16-18. század      | CJ-II-m-B-07307 |
| 5       |     | Pákei-ház                     | 16-18. század      | CJ-II-m-B-07308 |
| 17      |     | Pannónia Hotel                | 17-19. század      | CJ-II-m-B-07310 |
| 19      |     | Rucska-ház                    | 19. század         | CJ-II-m-B-07309 |
| 25      |     | Fekete-ház                    | 18. század         | CJ-II-m-B-07311 |
| 33      |     | Postapalota                   | 1898               | CJ-II-m-B-07312 |
| 34      |     | Báthory-címeres ház           | 19. század         | CJ-II-m-B-07313 |
| 37      |     | Széki-palota                  | 1893               | CJ-II-m-B-07314 |
| 38      |     | Babos-palota                  | 1890-es évek eleje | CJ-II-m-B-07315 |